# Pietro Arcari
Sante Pietro Arcari (Casalpusterlengo, 2 dicembre 1909 – Cremona, 8 febbraio 1988) è stato un calciatore italiano, di ruolo attaccante. Campione del Mondo con la Nazionale italiana nel 1934. Fratello di Carlo, Angelo e Bruno, è anche conosciuto come Arcari III. Benché il suo primo nome fosse Sante, fu noto per tutta la sua carriera come Pietro.

## Caratteristiche tecniche
Era molto stimato per la sua abilità nel gioco aereo e per la sua rapidità sotto porta, che gli valse il soprannome di "lupo".

## Carriera

### Giocatore

#### Club
Negli anni trenta fu un importante giocatore per il Milan e per il Genova 1893. In Serie A ha disputato 256 partite, segnando 83 reti giocando nel ruolo di ala destra.
Esordisce con la maglia milanista il 12 ottobre 1930, nella gara persa per 3-0 contro l'Alessandria. Restò al Milan per sei stagioni nelle quali risultò uno dei perni offensivi grazie alla buona continuità di rendimento e realizzativa.
Il suo nome è legato anche ad un curioso episodio accaduto nel marzo del 1937 con la maglia del Genova 1893 (vittoria dei liguri a Firenze per 2-1): quando il guardalinee gli segnalò un fuorigioco inesistente, l'arbitro Caironi non ebbe esitazioni e mandò negli spogliatoi il suo collaboratore, probabilmente sostituito da un primordiale quarto uomo.
Nella stagione 1936-1937 vinse con il Genova 1893 la Coppa Italia, giocò in Serie B nel Napoli, in C nella Cremonese e nel Codogno, squadra che poi allenò per due stagioni dal 1947 al 1949.
Nel 1944, in piena seconda guerra mondiale, militò nella Vastese, sodalizio con cui disputò il Campionato Abruzzese di Guerra.

#### Nazionale
Nella stagione 1934 vinse il campionato del mondo 1934 con la nazionale italiana, pur non avendo mai giocato un incontro con la selezione nazionale allora guidata da Vittorio Pozzo che tuttavia lo convocò in sei occasioni, in previsione di quei mondiali.

### Allenatore
Allena per due anni il Codogno, dal 1947 al 1949.
Il Genoa lo ha inserito nella sua Hall of Fame.

## Statistiche

### Presenze e reti nei club
| Stagione        | Squadra         | Campionato      | Campionato | Campionato | Coppe nazionali | Coppe nazionali | Coppe nazionali | Coppe continentali | Coppe continentali | Coppe continentali | Altre coppe | Altre coppe | Altre coppe | Totale | Totale |
| Stagione        | Squadra         | Comp            | Pres       | Reti       | Comp            | Pres            | Reti            | Comp               | Pres               | Reti               | Comp        | Pres        | Reti        | Pres   | Reti   |
| --------------- | --------------- | --------------- | ---------- | ---------- | --------------- | --------------- | --------------- | ------------------ | ------------------ | ------------------ | ----------- | ----------- | ----------- | ------ | ------ |
| 1930-1931       | Milan           | A               | 30         | 10         | -               | -               | -               | -                  | -                  | -                  | -           | -           | -           | 30     | 10     |
| 1931-1932       | Milan           | A               | 33         | 11         | -               | -               | -               | -                  | -                  | -                  | -           | -           | -           | 33     | 11     |
| 1932-1933       | Milan           | A               | 29         | 10         | -               | -               | -               | -                  | -                  | -                  | -           | -           | -           | 29     | 10     |
| 1933-1934       | Milan           | A               | 34         | 15         | -               | -               | -               | -                  | -                  | -                  | -           | -           | -           | 34     | 15     |
| 1934-1935       | Milan           | A               | 28         | 11         | -               | -               | -               | -                  | -                  | -                  | -           | -           | -           | 28     | 11     |
| 1935-1936       | Milan           | A               | 29         | 11         | CI              | 3               | 2               | -                  | -                  | -                  | -           | -           | -           | 32     | 13     |
| Totale Milan    | Totale Milan    | Totale Milan    | 183        | 68         |                 | 3               | 2               |                    | -                  | -                  |             | -           | -           | 186    | 70     |
| 1942-1943       | Napoli          | B               | 6          | 0          | -               | -               | -               | -                  | -                  | -                  | -           | -           | -           | 6      | 0      |
| Totale Napoli   | Totale Napoli   | Totale Napoli   | 6          | 0          |                 | -               | -               |                    | -                  | -                  |             | -           | -           | 6      | 0      |
| Totale carriera | Totale carriera | Totale carriera | ?          | ?          |                 | ?               | ?               |                    | ?                  | ?                  |             | ?           | ?           | ?      | ?      |

## Palmarès

### Club

#### Competizioni nazionali
- Serie C: 1

Cremonese: 1941-1942
- Coppa Italia: 1

Genoa: 1936-1937

### Nazionale
- Campionato mondiale: 1

Italia 1934